# José Alfredo Contreras Méndez
José Alfredo Contreras Méndez (20 de enero de 1968 en Bacalar, Quintana Roo) conocido también como Chepe Contreras es un político mexicano. Actualmente se desempeña como presidente municipal de Bacalar y como vicepresidente de la Conferencia Nacional de Municipios de México (CONAMM).

## Primeros años y vida personal
Contreras Méndez nació en Bacalar, en el sur de Quintana Roo. Trabajó como taquero durante varios años antes de comenzar su carrera política. En 2021, durante su campaña por la presidencia municipal, falleció su esposa, Rosina Castillo.

## Carrera política
Fue diputado local en la XIII Legislatura del Congreso de Quintana Roo y participó como entre 2011 y 2013.
Posteriormente fue electo presidente municipal de Bacalar en tres ocasiones: 2013–2016, 2021–2024 y 2024–2027.
Durante su primer mandato impulsó la inclusión de Bacalar en el programa Pueblos Mágicos. En su segundo periodo promovió obras de infraestructura como el C2 y eventos culturales como el Festival Gastronómico del Caribe Mexicano, el Circuito Estatal de Vela 2025 y la participación en la FITUR 2025.
En 2024 fue designado vicepresidente de la CONAMM,mientras que desde el20 de mayo de 2025 preside la red nacional de alcaldes de pueblos mágicos.

## Percepción pública
Su gestión ha sido reconocida por el fortalecimiento del turismo y la seguridad pública en Bacalar.